# Luchapt
Luchapt település Franciaországban, Vienne megyében. Lakosainak száma 248 fő (2022. január 1.). Luchapt Asnières-sur-Blour, Millac, Mouterre-sur-Blourde és Val-d’Oire-et-Gartempe községekkel határos.

## Népesség
A település népességének változása:
| Lakosok száma | 275  | 263  | 258  | 249  | 250  | 250  | 251  | 249  | 248  |
|               | 2013 | 2015 | 2016 | 2017 | 2018 | 2019 | 2020 | 2021 | 2022 |